# Chebba
Chebba o La Chebba (in arabo الشابة‎?) è una città costiera del Sahel tunisino situata a 65 km a nord di Sfax e 36 km a sud di Mahdia.
La città è situata all'altezza di Capo Ras Kaboudia, che è il punto più orientale del Sahel tunisino.
Inserita nel Governorato di Mahdia, costituisce una municipalità della superficie di 121,56 km² e con una popolazione di 19 883 abitanti (2004). 
La città possiede un importante porto peschereccio che beneficia di una situazione marittima eccezionale, in quanto questa zona di pesca si trova all'intersezione delle zone di pesca del pesce blu (a nord verso Mahdia) e del pesce bianco (a sud verso Sfax). Chebba è ugualmente un antico borgo agricolo che esporta le ulive.
La città è inoltre sede di un centro di servizi importanti che conta sette scuole primarie, due collegi, due licei secondarie, un liceo tecnico, uno stadio e un ospedale. La maggior parte delle case ha oggi la corrente elettrica.
Grazie alla sua posizione in fronte al mare e alle sue spiagge, la città è destinazione di turismo interno, principalmente per gli abitanti della regione di Sfax.

## Storia
Chebba ha conosciuto molte invasioni durante la sua storia: Fenici, Romani, Vandali, Bizantini e infine gli Arabi.
All'epoca romana, era conosciuta con il nome di Caput Vada (« punto di partenza ») in ragione della sua posizione strategica.
La città, come oggi, era specializzata nel commercio dell'olio di oliva. Sono presenti 3600 piedi di ulivi, che oggi sono di per la maggiore di proprietà privata. Le rovine abbondano nelle vicinanze della città; famoso è un mosaico di 2,90 m di larghezza e 1,90 m di altezza, scoperto nel 1902: rappresenta il dio Nettuno sul carro del mare, trainato da quattro ippocampi, in compagnia della consorte Anfitrite e da un tritone.

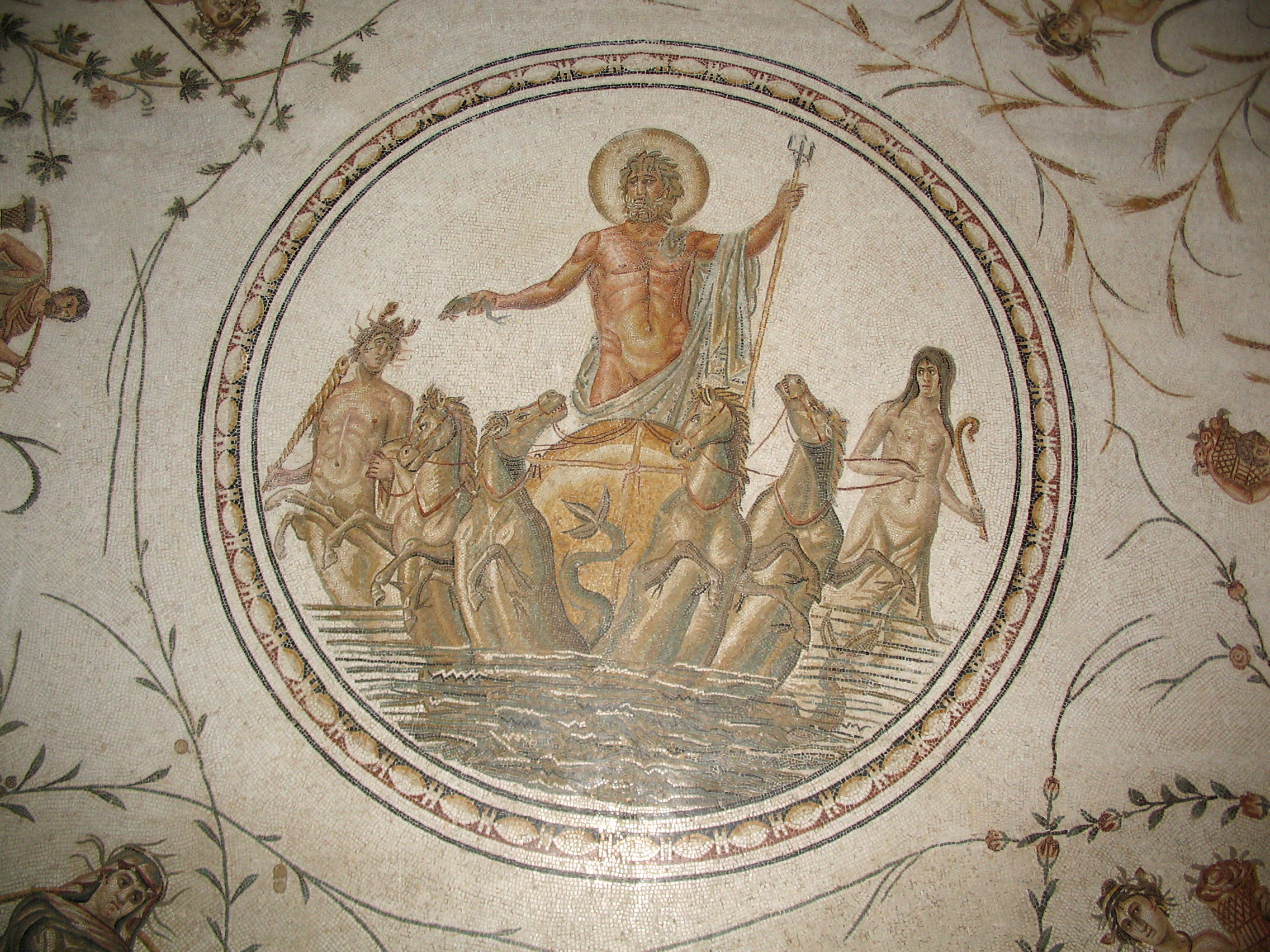
Mosaico raffigurante il dio Nettuno

Dopo l'invasione dei Vandali, popolo originario della regione dell'Oder, la città è stata completamente distrutta e ricostruita dai Bizantini nel 533 sotto il comando del generale Belisario (Flavius Belisarius), con il nome di Giustinanopoli in onore dell'imperatore bizantino Giustiniano. Durante la riconquista delle terre romane, la città fu la prima che i Bizantini ripresero ai Vandali, che si erano instaurati nel Nord Africa dopo la cacciata da parte dei Visigoti in Spagna.
La Borj Khadija (torre di Khadija), è il principale monumento intatto dell'occupazione bizantina.